# إدوارد كارول
إدوارد كارول (بالإنجليزية: Edward Carroll)‏ هو بواق أمريكي، ولد في 1953.